# روبرتو تورس (بازیکن فوتبال، زاده ۱۹۸۹)
روبرتو تورس (انگلیسی: Roberto Torres؛ زادهٔ ۷ مارس ۱۹۸۹) بازیکن فوتبال اهل اسپانیا است که در پست هافبک بازی میکند .

## دوران باشگاهی

### اوساسونا
تورس که در پامپلونا، ناوارا به دنیا آمد، کار خود را در باشگاه زادگاه خود، اوساسونا آغاز کرد. او پنج فصل کامل را با تیم بی اوساسونا در سگوندا دیویسیون بی گذراند و در فصل ۱۲–۲۰۱۱ در ۳۵ بازی ۱۶ گل به ثمر رساند تا بهترین عملکرد دوران حرفه‌ای خود را رقم بزند این عملکرد در حالی اتفاق افتاد که او عمدتاً به عنوان هافبک تهاجمی بازی می‌کرد.
تورس اولین بازی خود را برای تیم اصلی اوساسونا در لالیگا، در ۱۱ دسامبر ۲۰۱۱ انجام داد و در ۲۰ دقیقه آخر تساوی ۱–۱ خارج از خانه مقابل مالاگا با تعویضی که انجام شد به جای لولو به بازی آمد.
تورس علیرغم اینکه در فصل ۱۳–۲۰۱۲ کم ظاهر شد، اولین بازی خود را در ۱ ژوئن ۲۰۱۳ در فصل جدید انجام داد و اولین گل اوساسونا را در باخت ۲–۴ مقابل رئال مادرید به ثمر رساند. در رقابت‌های بعدی، او منظم‌تر ظاهر شد و پنج بار گلزنی کرد، اما دچار افت شد.
در ۲۲ ژوئیه ۲۰۱۵، تورس قرارداد خود را به مدت سه سال دیگر تا سال ۲۰۱۸ با اوساسونا امضا کرد. او در فصل ۱۹–۲۰۱۸ با زدن ۱۲ گل در قهرمانی اوساسونا در سگوندا دیویسیون تلاش کرد و در نتیجه باشگاه اوساسونا با تمدید قرارداد او تا سال ۲۰۲۱ موافقت کرد و بند خریدش ۱۰ میلیون یورو تعیین شد.
تورس در دسامبر ۲۰۲۲ با زدن ۵۷ گل در ۳۱۹ بازی رسمی در تمامی رقابت‌ها به دوران ۱۷ ساله خود اوساسونا پایان داد.

### فولاد
روبرتو تورس در ۲۵ ژانویه ۲۰۲۳ در نقل و انتقالات زمستانی لیگ برتر با قراردادی ۶ ماهه تا آخر فصل ۰۲–۱۴۰۱ به باشگاه فوتبال فولاد پیوست. تورس در ۲۷ ژانویه ۲۰۲۳ در اولین بازی خود برای فولاد در مقابل پرسپولیس در برد ۱–۰ فولاد، تک گل تیمش را به ثمر رساند. همچنین گل تورس به پرسپولیس عنوان زیباترین گل هفته شانزدهم لیگ برتر انتخاب شد.
تورس دومین گل خود را برای فولاد در برد ۲–۰ در مقابل پیکان در چارچوب مسابقات لیگ برتر از روی نقطه پنالتی به‌ثمر رساند.

## دوران ملی
در ۲۸ دسامبر ۲۰۱۳، او اولین بازی خود را برای تیم کشور باسک در یک بازی دوستانه مقابل پرو انجام داد و یکی از شش گل را به ثمر رساند.

## افتخارات

### اوساسونا
- سگوندا دیویسیون (۱): ۱۹–۲۰۱۸

## آمار

### باشگاهی
تا تاریخ ۲۷ ژانویه ۲۰۲۳
| باشگاه      | فصل        | لیگ                | لیگ  | لیگ | جام حذفی | جام حذفی | دیگر | دیگر | مجموع | مجموع |
| باشگاه      | فصل        | لیگ                | بازی | گل  | بازی     | گل       | بازی | گل   | بازی  | گل    |
| ----------- | ---------- | ------------------ | ---- | --- | -------- | -------- | ---- | ---- | ----- | ----- |
| اوساسونا بی | ۲۰۰۷–۲۰۰۸  | سگوندا دیویسیون بی | ۱۸   | ۱   | —        | —        | —    | —    | ۱۸    | ۱     |
| اوساسونا بی | ۲۰۰۸–۲۰۰۹  | سگوندا دیویسیون بی | ۲۰   | ۱   | —        | —        | —    | —    | ۲۰    | ۱     |
| اوساسونا بی | ۲۰۰۹–۲۰۱۰  | سگوندا دیویسیون بی | ۲۸   | ۳   | —        | —        | —    | —    | ۲۸    | ۳     |
| اوساسونا بی | ۲۰۱۰–۲۰۱۱  | سگوندا دیویسیون بی | ۳۱   | ۲   | —        | —        | —    | —    | ۳۱    | ۲     |
| اوساسونا بی | ۲۰۱۱–۲۰۱۲  | سگوندا دیویسیون بی | ۳۵   | ۱۶  | —        | —        | —    | —    | ۳۵    | ۱۶    |
| اوساسونا بی | مجموع      | مجموع              | ۱۳۲  | ۲۳  | ۰        | ۰        | ۰    | ۰    | ۱۳۲   | ۲۳    |
| اوساسونا    | ۲۰۱۱–۲۰۱۲  | لالیگا             | ۲    | ۰   | ۴        | ۰        | —    | —    | ۶     | ۰     |
| اوساسونا    | ۲۰۱۲–۲۰۱۳  | لالیگا             | ۵    | ۱   | ۳        | ۰        | —    | —    | ۸     | ۱     |
| اوساسونا    | ۲۰۱۳–۲۰۱۴  | لالیگا             | ۳۳   | ۵   | ۴        | ۱        | —    | —    | ۳۷    | ۶     |
| اوساسونا    | ۲۰۱۴–۲۰۱۵  | سگوندا دیویسیون    | ۳۷   | ۳   | ۱        | ۰        | —    | —    | ۳۸    | ۳     |
| اوساسونا    | ۲۰۱۵–۲۰۱۶  | سگوندا دیویسیون    | ۳۸   | ۱۲  | ۰        | ۰        | ۴    | ۰    | ۴۲    | ۱۲    |
| اوساسونا    | ۲۰۱۶–۲۰۱۷  | لالیگا             | ۳۲   | ۷   | ۲        | ۰        | —    | —    | ۳۴    | ۷     |
| اوساسونا    | ۲۰۱۷–۲۰۱۸  | سگوندا دیویسیون    | ۳۵   | ۲   | ۱        | ۰        | —    | —    | ۳۶    | ۲     |
| اوساسونا    | ۲۰۱۸–۲۰۱۹  | سگوندا دیویسیون    | ۳۹   | ۱۲  | ۱        | ۰        | —    | —    | ۴۰    | ۱۲    |
| اوساسونا    | ۲۰۱۹–۲۰۲۰  | لالیگا             | ۳۶   | ۷   | ۲        | ۰        | —    | —    | ۳۸    | ۷     |
| اوساسونا    | ۲۰۲۰–۲۰۲۱  | لالیگا             | ۳۵   | ۷   | ۴        | ۰        | —    | —    | ۳۹    | ۷     |
| اوساسونا    | ۲۰۲۱–۲۰۲۲  | لالیگا             | ۱    | ۰   | ۰        | ۰        | —    | —    | ۱     | ۰     |
| اوساسونا    | مجموع      | مجموع              | ۳۲۰  | ۵۸  | ۲۵       | ۲        | ۴    | ۰    | ۳۴۹   | ۶۰    |
| فولاد       | ۲۰۲۲–۲۰۲۳  | لیگ برتر           | ١٢   | ٢   | ١        | ۰        | ٢    | ۰    | ١۵    | ٢     |
| فولاد       | مجموع آمار | مجموع آمار         | ۴۶۴  | ٨٣  | ۲۶       | ۲        | ۶    | ۰    | ۴٩٧   | ۸۶    |

### ملی

#### گل‌های ملی
| شماره | تاریخ          | بازی ملی | حریف | نتیجه | رقابت   |
| ----- | -------------- | -------- | ---- | ----- | ------- |
| ۱     | ۲۸ دسامبر ۲۰۱۳ | ۱        | پرو  | ۶–۰   | دوستانه |